# Рустамова, Карамат
Карамат (Караматой) Рустамова — председатель колхоза имени XIX партсъезда Китабского района Кашкадарьинской области, Герой Социалистического Труда.

## Биография
Родилась в 1923 году в Китабском районе Кашкадарьинской области. Член КПСС с 1944 года.
С 1941 года колхозница, заведующая магазином, с 1944 года звеньевая колхоза «МТС», с 1947 по 1980 год председатель колхоза «МТС», который с 1952 года назывался «имени XIX партсъезда» Китабского (ранее — Шахрисабзского) района Кашка-Дарьинской области.
Если в 1946 г. урожайность хлопка-сырца составила 18 ц с гектара, то в последующие годы колхоз получал по 35—37 ц с га. Также он ежегодно продавал государству до 40 т шелковичных коконов. Развивались и другие отрасли сельхозпроизводства. 
Председатель сельхозартели много внимания уделяла благоустройству колхозного поселка и улучшению культурно-бытовых условий жизни людей. Колхозные кишлаки превратились в благоустроенные села современного типа. Там построены клуб, больница, радиоузел, 10 школ, автомобильные дороги, все дома и полевые станы электрифицированы, газифицированы, радиофицированы.
Указом Президиума Верховного Совета СССР от 11 января 1957 года присвоено звание Героя Социалистического Труда с вручением ордена Ленина и золотой медали «Серп и Молот».
Избиралась депутатом Совета Союза Верховного Совета СССР 7-го созыва. Делегат XXIII съезда КПСС, ХV съезда Коммунистической партии Узбекской ССР (была избрана членом ревизионной комиссии).
Умерла после 1980 года.